# Gabi Zimmer

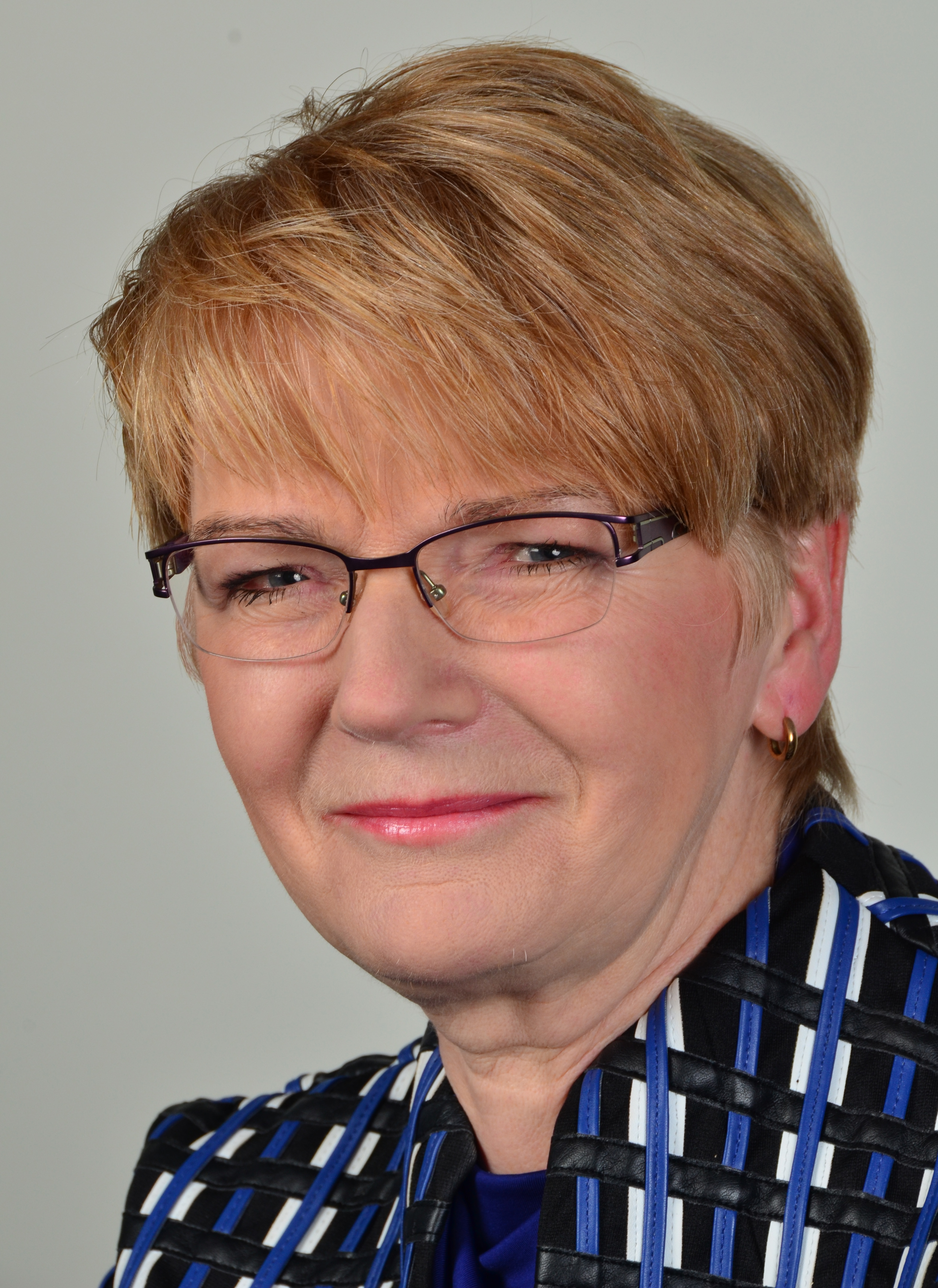
Gabi Zimmer (2014)

Gabi Zimmer este un om politic german, membru al Parlamentului European în perioada 2004-2009 din partea Germaniei.
1. ↑  Gabriele Zimmer, Munzinger Personen, accesat în 9 octombrie 2017
2. ↑  Deputații în Parlamentul European
3. ↑   http://www.parldok.thueringen.de Lipsește sau este vid: |title= (ajutor)